# Bulnes (Chili)
Bulnes is een gemeente in de Chileense provincie Diguillín in de regio Ñuble. Bulnes telde 21.493 inwoners in 2017 en heeft een oppervlakte van 425 km².